# Actinodendron hansingorum
Actinodendron hansingorum är en havsanemonart som beskrevs av Oscar Henrik Carlgren 1900. Actinodendron hansingorum ingår i släktet Actinodendron och familjen Actinodendronidae. Inga underarter finns listade i Catalogue of Life.